# ヤツらは町へ
「ヤツらは町へ」（原題： The Boys Are Back in Town）は、シン・リジィが1976年に発表した楽曲。
ローリング・ストーンの選ぶオールタイム・グレイテスト・ソング500（2021年版）では272位にランクされている。

## 概要
作詞作曲はフィル・ライノット。1976年3月発売のアルバム『脱獄』に収録。同年4月にシングルカットされた。B面は「エメラルド」。本国アイルランドで1位、イギリスで8位、ビルボード・Hot 100で12位、カナダで8位を記録し、グループ最大のヒット曲となった。
1978年発売のライブ・アルバム『ライヴ・アンド・デンジャラス』にライブ・バージョンが収録されている。
『ウェインズ・ワールド』、『バッド・チューニング』、『プッシーキャッツ』、『シド・アンド・ナンシー』、『スパイナル・タップ』、『ハードロック・ハイジャック』、『スペースボール』、『ハイ・フィデリティ』、『トイ・ストーリー3』、『エクスペンダブルズ』など多数の映画と『トイ・ストーリー』の予告編、『トイ・ストーリー2』の特報で使用された。
ボン・ジョヴィ、カーディガンズ、モリー・ハチェット、バッド・ハビッツらによるカバー・バージョンがある。 
1982年のアメリカ映画『48時間』の中で The BusBoys というグループが「The Boys Are Back in Town」という曲を演奏するが、これは別の曲である。
曲名にある The Boys とは1960年代から80年代にかけてマンチェスターで活動していたクォリティ・ストリート・ギャングというギャング組織であるとされている。フィル・ライノットの母親であるフィロミナ・ライノットは1970年代当時クリフトン・グランジ・ホテルというホテルをマンチェスターで経営しており、ギャングのメンバーが良く出入りしていたという。そこから彼らと交流を持ったフィルが曲のテーマとしたのである。この曲以外にもサギ師ジョニー収録の「サギ師ジョニーとヤクザのジミー」で歌われている Jimmy The Weed とはジミー・ドネリーという名のギャングのメンバーのあだ名である。